# Lista conților și ducilor de Anjou

Filip Ludovic al Franței (1730-1733), fiul mai mic al lui Ludovic al XV-lea, penultimul duce de Anjou

Această pagină întocmește o listă neexhaustivă prezentând conții și ducii de Anjou de-a lungul istoriei Franței.

## Conți neereditari de Anjou
- Sfântul Lézin (Licinius, Lézin d'Angers) (în jurul anilor 587 - 592)[1]
- Rainfroi, conte până în 731
- Torquat, conte în jurul anului 790
- Tertulf, conte în jurul anului 820
- Eudes d'Orléans († 834)
- Lambert II de Nantes , conte 834 - 852

## Conți ereditari de Anjou

### Robertieni
- Robert le Fort, Conte de Anjou (854 - 866) și Tours, marchiz de Neustrie
- Eudes, rege al francilor, fiul lui Robert le Fort.

### Ingelgerienii
- 880-888: Ingelger, Viconte de Anjou[2]
- 930-942: Foulques I le Roux († în jurul anului 942), fiul lui Ingelger[2]
- 942-958: Foulques al II-lea cel Bun, fiul precedentului († 11 noiembrie 958)[3]
- 958-987: Geoffroy I Grisegonelle, fiul precedentului (938/940-987)[2]
- 987-1040: Foulques III Nerra, fiul precedentului († 1040)[2]
- 1040-1060: Geoffrey II Martel, fiul celui precedent (1006-1060)[4]

### Gâtinais-Anjou / Plantagenêts

Blazonul lui Geoffroy V Plantagenêt

- 1060-1068: Geoffrey III cel Bărbos, nepotul lui Foulque al III-lea de Ermengade de Anjou (1040-1096 sau 1097)[4]
- 1068-1109: Foulques IV le Réchin, fratele precedentului (1043-1109)[5]
  - Geoffroy IV Martel, fiul precedentului (†1106)[5]
- 1109-1129: Foulques al V-lea cel Tânăr, de asemenea rege al Ierusalimului, fiul mai mic al lui Foulque IV (1092-1144)[6]
- 1129-1151: Geoffrey V cel Frumos sau Plantagenêt, fiul celui precedent (1113-1151)[7]
- 1151-1189: Henric al II-lea al Angliei, fiul celui precedent (1133-1189)[8]
  - 1156-1158: Geoffrey al VI-lea, fratele precedentului (1134-1158)[9]
  - 1169-1183: Henric "cel Tânăr" (1155-1183), fiul lui Henric al II-lea, regele Angliei[10]
- 1189-1199: Richard Inimă de Leu, fratele precedentului (1157-1199)[11]
- 1199-1204: Ioan Fără de Țară, fratele precedentului (1199-1216)[12]

### Capeții direcți

Blazonul conților Capeți de Anjou

- 1219-1232: Ioan I de Anjou, fiul lui Ludovic al VIII-lea Leul, rege al Franței, a murit tânăr, apaanajul său a fost transferat fratelui său
- 1246-1285: Carol I (1227-1285),  ulterior, rege al Siciliei, 1265-1282; ulterior, principe de Ahaia, 1267/1278-1285; ulterior, rege titular al Ierusalimului, 1277-1285; ulterior, rege al Neapolelui, 1282-1285, fiul lui Ludovic al VIII-lea Leul și al Blanche a Castiliei[13]
- 1285-1290: Carol al II-lea (1254-1309), rege al Neapolelui, fiul celui precedent. În 1290, a dat Anjou ca zestre fiicei sale care s-a căsătorit cu Charles de Valois.[13]
- 1290-1299: Marguerite (1273-1299), fiica precedentului, se căsătorește cu următorul[13]

### Casa Valois
- 1290-1325: Carol al III-lea (1270-1325), fiul cel mai mic al lui Filip al III-lea, rege al Franței[14]
- 1325-1328: Philippe (1293-1350), fiul precedentului. A devenit rege al Franței (Filipe al VI-lea) în 1328 și a atașat Anjou domeniului regal.[15]
- 1332-1350: Ioan al II-lea (1319-1364), fiul precedentului, devine rege al Franței la moartea tatălui său.[16]
- 1351-1360: Ludovic I (1339-1384), rege titular al Siciliei și al Ierusalimului, conte de Provence, fiul lui Ioan al II-lea, rege al Franței și nepotul lui Filip al VI-lea de Valois[17]

## Duci de Anjou

Blazonul ducilor de Anjou

În 1360, Anjou a devenit ducat.

### Casa Valois
- 1351-1360: Ludovic I (1339-1384), rege titular al Siciliei și al Ierusalimului, conte de Provence, fiul lui Ioan al II-lea, rege al Franței și nepotul lui Filip al VI-lea de Valois
- 1384-1417: Ludovic al II-lea de Anjou (1377-1417), fiul precedentului, rege titular al Siciliei și al Ierusalimului, conte de Provence[18]
- 1417-1434: Ludovic al III-lea de Anjou (1403-1434), fiul precedentului, rege titular al Siciliei și al Ierusalimului, conte de Provence[19]
- 1434-1480: René I (1409-1480), fratele precedentului, rege de Napoli, duce de Bar, conte de Provence, rege titular al Siciliei, Ierusalimului și Aragonului, duce de Lorena
- 1480-1481: Carol al V-lea de Anjou (1436-1481), fiul lui Carol al IV-lea de Maine și nepotul lui Ludovic al II-lea, rege titular al Siciliei și Ierusalimului, conte de Maine (Carol al V-lea) și conte de Provence sub numele de Carol III.

## Duci apanajisti de Anjou
La moartea lui Carol al V-lea, Ducatul de Anjou a fost atașat oficial Coroanei. Mai mulți prinți apanajisti din casele Valois și Bourbon poartă titlul dar fără a da naștere la noi case.
- Henric al III-lea al Franței (1551-1589), al patrulea fiu al lui Henri al II-lea, rege al Franței, și al Caterina de' Medici. Inițial a fost numit Duce de Angoulême. În 1560, la urcarea pe tron a fratele său Carol al IX-lea al Franței, a devenit Duce de Orléans. La 8 februarie 1566 a devenit Duce de Anjou.
- François, Duce de Anjou (1555-1584), ultimul fiu al lui Henric al II-lea, anterior Duce de Alençon.
- Gaston, Duce de Orléans (1608-1660), fiul lui Henric al IV-lea. Apoi a devenit Duce de Orléans.
- Filip al Franței (1640-1701), fiul lui Ludovic al XIII-lea. Apoi a devenit Duce de Orléans, descendent al actualei Case de Orléans. Charles-Philippe de Orléans poartă astăzi titlul de curtoazie de „Duce de Anjou” (vezi mai jos).
- Philippe-Charles al Franței (1668-1671), fiul lui Ludovic al XIV-lea.
- Louis-François al Franței (1672), fiul lui Ludovic al XIV-lea.
- Filip al Spaniei, nepotul lui Ludovic al XIV-lea, viitorul rege Filip al V-lea al Spaniei și al Antilelor spaniole și stăpân al Țărilor de Jos spaniole a moștenit de la Carol al II-lea, regele Spaniei, linia casei care a preluat titlul în 1919 (vezi mai jos).
- Ludovic al Franței, viitorul Ludovic al XV-lea.
- Filip Ludovic al Franței (1730-1733), fils de Louis XV.
- Louis-Stanislas-Xavier al Franței (1758-1824), viitor Ludovic al XVIII-lea, Conte de Provence la naștere, Duce de Anjou și Conte de Maine în aprilie 1771, Duce de Alençon în 1774.

## Titlu de curtoazie

### Casa Bourbon
După moartea fără descendență masculină a fratelui său mai mare, Ducele de Sevilla, în 1894,
- François de Bourbon (1853-1942) a luat titlul de curtoazie de Duce de Anjou, s-a autoproclamat moștenitor al tronului Franței și a revendicat[20] succesiunea legitimistă pentru sine. Potrivit unchiului noii ducese de Sevilla, María Luisa de Borbón y Parade (1868-1949)[n 1], ramura carlistă cea mai veche și cea mai tânără alfonistă nu ar fi reușit sau putea să-i succedă contelui de Chambord (care a murit fără descendență în 1883), deoarece aceste două ramuri fie revendică tronul de Spania sau ocupa acest tron. În consecință, succesiunea legitimimă ar trebui să cadă după prințul Francisc, în cea de-a treia ramură, dintre care este cea mai mare de la moartea fratelui său, Ducele de Sevilla. În 1897, François de Bourbon a intentat un proces la tribunalul din Seine împotriva lui Philippe d'Orléans (pretendentul orleanist), pentru a-i fi interzis să poarte blazonul întreg al Franței. Prințul François nu și-a câștigat cauza[22] · [23], dar conform istoricului juridic Guy Augé, dacă „și-a pierdut cazul, […] câștigătorul moral părea să fie Ducele de Orléans decât Don Carlos”[20]  (adică „ Duce de Madrid”). El intervine târziu[22] · [24] în acest proces pentru a-și afirma drepturile, printr-un memoriu[22] · [24] depus de avocatul său, Me Rivière. Instanța nu are timp să examineze argumentele reclamantului legitimist și îl demite[24] pe vărul său primar, prințul François de Bourbon, pe motiv că blazonul Franței ar fi fost, potrivit instanței, desființat odată cu regalitate[24] (va fi judecat cu totul diferit în 1988 și 1989) și că, în plus, prințul François nu este cel mai mare din familie („Ducele de Madrid are prioritate în ordinul colateral”[23], subliniază instanța).

Titlul de Duce de Anjou a fost purtat apoi, din 1919, de Casa de Bourbon-Anjou, devenită franceză și devenită cea mai mare din dinastia Capețiană și deci moștenitor legitimist al coroanei Franței, după moartea lui Henri, conte de Chambord în 1883, ultimul moștenitor al lui Ludovic al XV-lea. Descendenți ai lui Filip al V-lea, Duce de Anjou înainte de a deveni rege al Spaniei, această ramură a lui Bourbon care nu mai deținea Ducatul de Anjou își păstrase blazonul, inclus pe stema regală spaniolă.
- 1909-1931 - Jacques de Bourbon (1870-1931), Duce de Madrid, decanul casei Capețiane.
- 1931-1936 - Alphonse-Charles de Bourbon (1849-1936), Duce de San Jaime, unchiul precedentului; proclamat Duce de Anjou de către susținătorii săi francezi (și numit Duque de San Jaime y de Anjou de către susținătorii săi spanioli), el nu pare să fi folosit el însuși acest titlu în acțiunile sale.
- 1946-1975 - Jacques-Henri de Bourbon (1908-1975), Duce de Segovia, Duce de Anjou, Duce de Madrid și Duce de Toledo[25], vărul precedentului.
- 1975-1989 - Alphonse de Bourbon (1936-1989), Duce de Cadiz, Duce de Bourbon și Burgundia, Duce de Anjou, fiul precedentului[26].
- 1989 - Louis de Bourbon (1974), Duce de Touraine, apoi Duce de Bourbon și în cele din urmă Duce de Anjou, fiul precedentului, decanul peste Dinastia Capețienilor și Bourboni.

### Casa de Orléans
Titlul de Duce de Anjou este purtat din 2004 și de Charles-Philippe d'Orléans, unul dintre membrii actualei Case de Orléans din Philippe, Duce de Anjou apoi Duce de Orléans, al doilea fiu al Regelui Ludovic al XIII-lea și ilustrat de Regele Ludovic Filip I. Această ramură a devenit pretendenți orleaniști la coroana Franței, după moartea în 1883 a lui Henri, conte de Chambord. Controversa cu privire la purtarea acestui titlu se încadrează în cadrul certurilor dinastice franceze.
- 2004 - Charles-Philippe d'Orléans (1973), Duce de Anjou[27] · [28], fiul lui Michel d'Orléans (1941), Conte de Évreux, intitulat Duce de Anjou de către unchiul său, Henri d'Orléans (1933-2019), Conte de Paris și pretendent la tronul Franței (1999-2019)[29].